# FSV Francfort (féminines)
Le FSV Francfort, version abrégée de Fussballsportverein Frankfurt 1899 e.V., est un club allemand de football féminin basé à Francfort-sur-le-Main.

## Histoire
L'équipe féminine du FSV Francfort remporte trois Championnats d'Allemagne et cinq Coupes d'Allemagne, réalisant un doublé en 1995. L'équipe joue ses derniers matchs lors de la saison 2005–2006, le club abandonnant sa section féminine pour des raisons financières,.

## Palmarès
- Championnat d'Allemagne
  - Champion : 1986, 1995 et 1998
  - Vice-champion : 1984, 1987, 1990-1991 et 1991

- Coupe d'Allemagne
  - Vainqueur : 1985, 1990, 1992, 1995 et 1996
  - Finaliste : 1983, 1989 et 1998

- Supercoupe d'Allemagne
  - Vainqueur : 1995 et 1996
  - Finaliste : 1992 et 1993

- Coupe d'Allemagne en salle
  - Vainqueur : 1995
  - Finaliste : 1997 et 1998